# Гаюи, Валентин
Валентин Гаюи (фр. Valentin Haüy, Валанте́н Аюи́; 1745—1822) — французский благотворитель, педагог и новатор XVIII — XIX веков, один из первых тифлопедагогов, создатель первых учебных заведений для слепых, автор рельефного алфавита для незрячих, предшественник Луи Брайля.

## Биография
Валентин Гаюи родился во Франции в деревне Сен-Жюст (близ города Амьен) 13 ноября 1745 года в семье бедного французского крестьянина-ткача.
У мальчика отмечался необычайный интерес к иностранным языкам, и это определило выбор его жизненного пути. Валентин, несмотря на все финансовые и социальные трудности, сумел получить в столице высшее образование и даже получил должность переводчика в Министерстве иностранных дел. Помимо живых европейских языков, Гаюи владел латынью, греческим, древнееврейским, читал на нескольких восточных языках. Обретя стабильный источник доходов, Валентин женился, и у него родилась дочь, а затем сын. Молодому человеку предрекали блестящую карьеру чиновника в министерстве иностранных дел Франции.

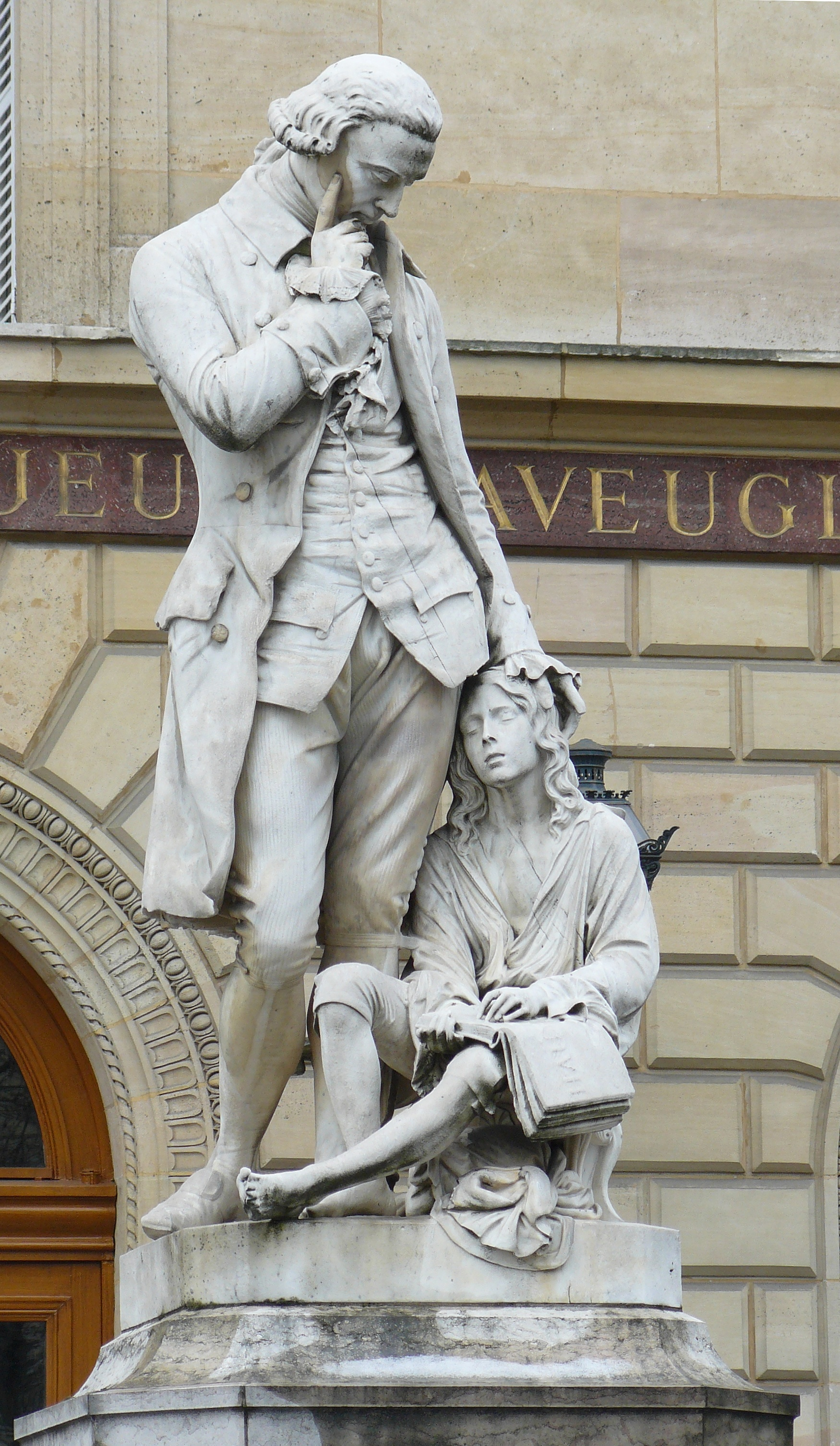
Памятник: Валентин Гаюи и его первый ученик Франсуа де Лезюер

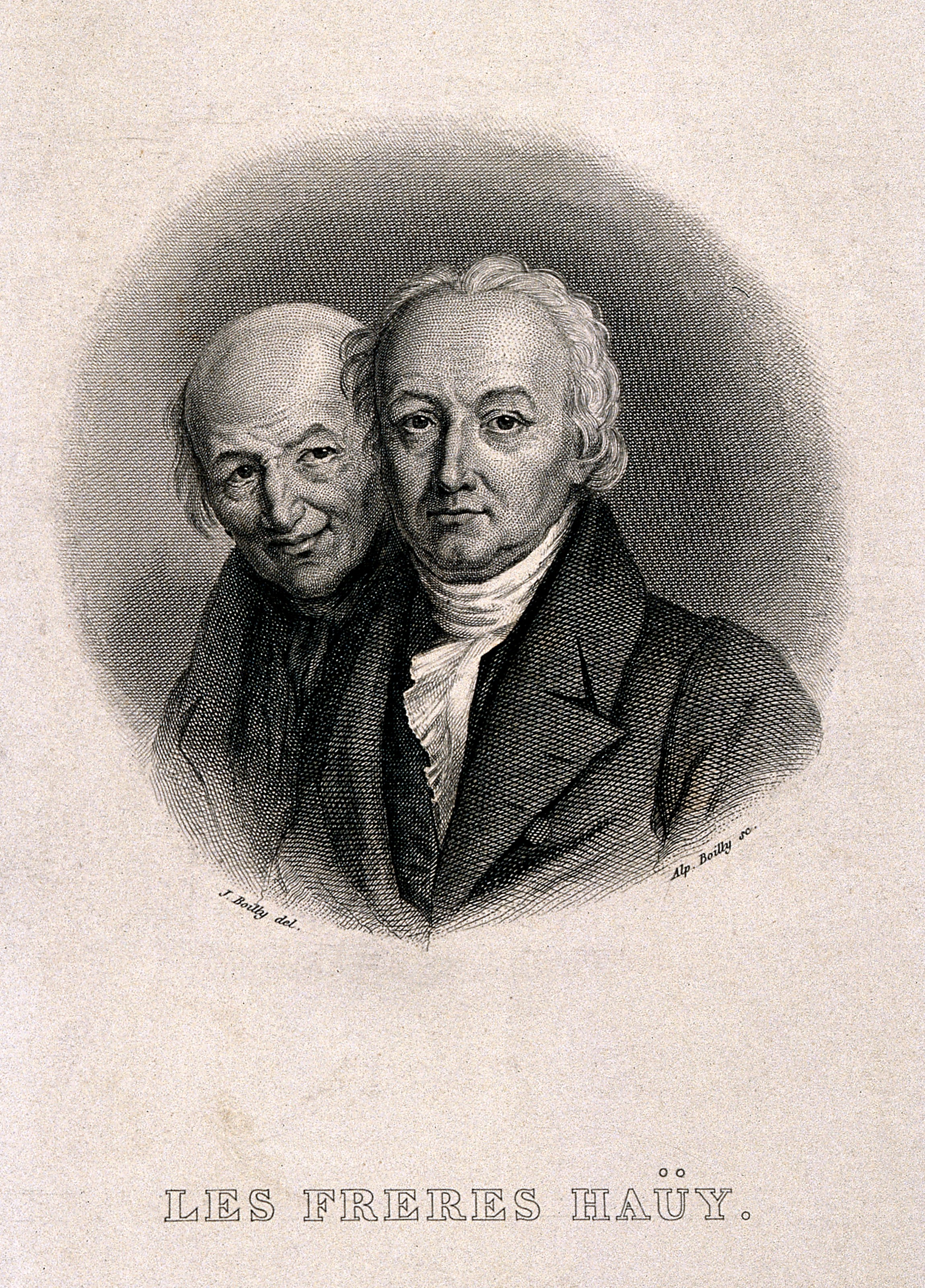
Братья Гаюи

В 1784 году, в возрасте 39 лет Гаюи, уже состоявшийся на тот момент педагог, без помощи правительства и негосударственных благотворительных обществ, исключительно на свои личные средства и в своём же собственном доме открыл первую в мире школу для слепых детей под названием «Мастерская трудящихся слепых». Первым учеником мастерской стал подобранный на церковной паперти мальчик Франсуа де Лезюер. Потом в школу поступили ещё одиннадцать беспризорных сверстников Франсуа. До этого события мир ещё не знал учебных заведений для слепых. Гениальный учитель Гаюи использовал свой метод обучения слепых, посредством придуманного им шрифта для слепых — «унциала».
Несмотря на большие финансовые трудности, Гаюи сумел создать при школе типографию и издал в ней несколько книг для слепых, напечатанных «унциалом» — рельефно-линейным шрифтом. Это были первые на Земле книги для слепых. По этим книгам незрячие люди обучались вплоть до появления шеститочечного шрифта Брайля. Деятельность Валентина Гаюи была замечена при дворе Российской империи. Российский император Александр I в 1803 году направил Валентину предложение создать в тогдашней столице России городе Санкт-Петербурге учебное заведение для людей с полной или частичной потерей зрения, которое педагог принял и в сентябре 1806 года прибыл в Петербург. В. Гаюи нашёл учителей-энтузиастов, и когда школа была готова открыться, из канцелярии министерства просвещения Российской империи пришёл ответ: «в России нет слепых детей». Тогда Валентин стал сам разыскивать учеников, что было несложно — большую часть он встретил в богадельне близ Смольного. Валентин Гаюи был готов не только обучать слепых учеников, но и кормить детей за свой счёт. Четыре года спустя после приглашения Александра I, в 1807 году, император утвердил штат, устав и бюджет Санкт-Петербургского института рабочих слепых. Эту дату ныне считают датой основания первого в России учебно-воспитательного заведения для слепых детей. Утверждённый штат предполагал только 15 учителей, скудный бюджет оставлял бытовые условия и занятия в институте желать лучшего, и лишь огромное желание учеников осваивать грамоту и ремёсла помогало преодолевать все трудности. Летом 1808 года чиновниками была проведена проверка института, коя отмечала: «слепые воспитанники обучены чтению, письму, географии, истории, языкам, музыке, печатанию, пению и разным ремёслам — плетению корзин и стульев, вязанию сетей, вышиванию, наборному делу».

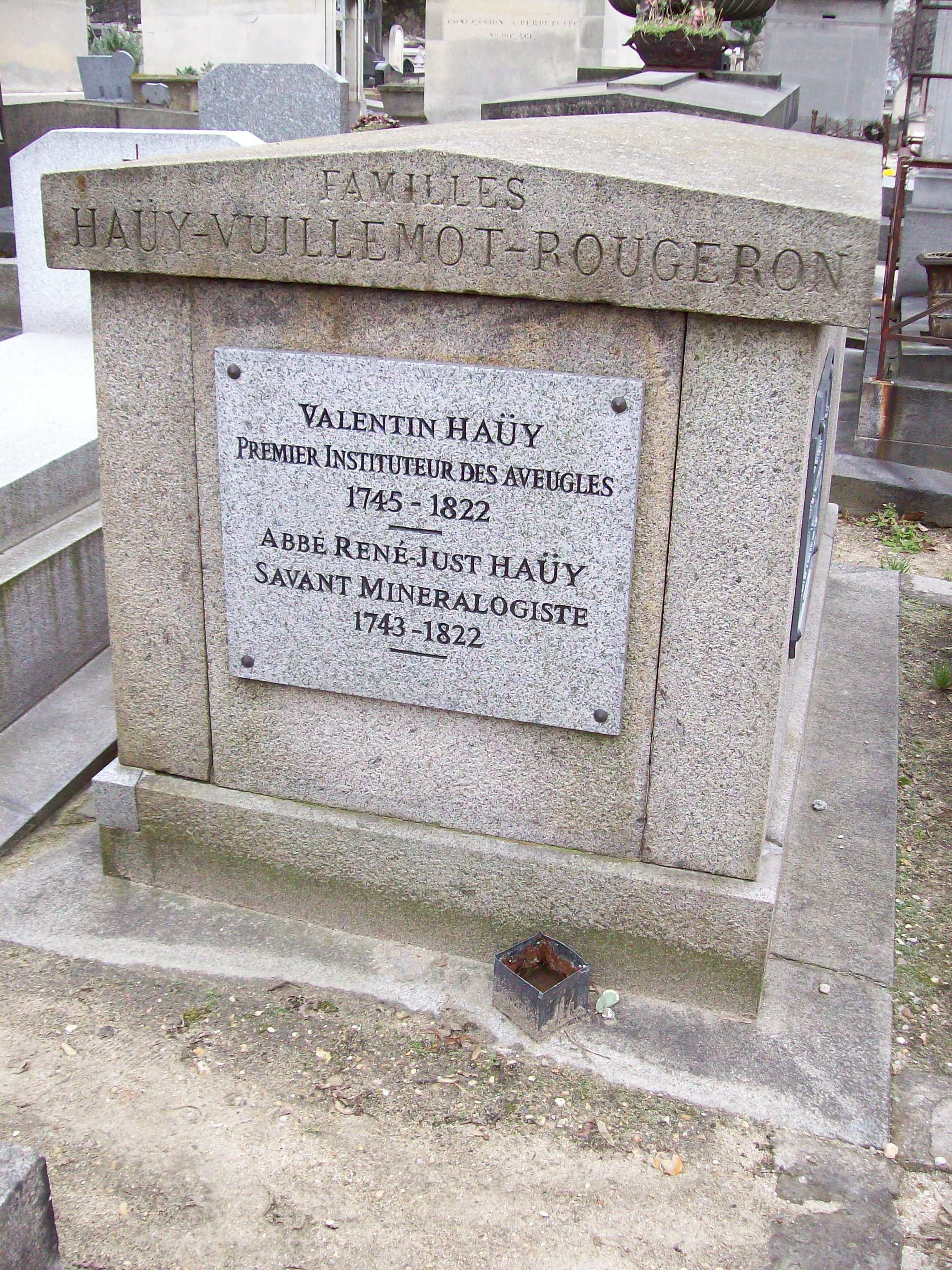
Памятник на могиле Гаюи был поставлен на средства, собранные слепыми ремесленниками и музыкантами.

В возрасте 72 лет Валентин Гаюи подаёт в отставку и покидает Россию.
19 марта 1822 года Валентин Гаюи скончался и был похоронен на кладбище Пер-Лашез в Париже.

## Награды
- Орден Святого Владимира 4-й степени[5].

## Семья
- Брат — Рене Жюст Гаюи (1743—1822) — минералог и кристаллограф.